# デメトリ・ミッチェル
デメトリ・カレーム・ミッチェル（Demetri Kareem Mitchell、1996年12月21日 - ）は、イングランド・マンチェスター出身のプロサッカー選手。エクセター・シティFC所属。ポジションは、ディフェンダー。

## 経歴

### マンチェスター・ユナイテッド
フレッチャー・モス・レンジャーズというクラブでプレーを始めた。このクラブは他にマーカス・ラッシュフォード、キャメロン・ボースウィック＝ジャクソンらを輩出している。
2013年にマンチェスター・ユナイテッドFCのアカデミーに入団。アカデミー時代はウイングとしてプレーしていたが、ボースウィック＝ジャクソンのレンタル移籍に伴い左サイドバックにコンバートされた。
2017年5月のプレミアリーグ・トッテナム・ホットスパーFC戦で初のベンチ入り。シーズン最終節のクリスタル・パレスFC戦でトップチームデビューを果たした。
2018年1月、シーズン終了までスコティッシュ・プレミアシップのハート・オブ・ミドロシアンFCにレンタル移籍することが発表された。

### ブラックプール
2020年9月、ブラックプールFCと2年契約を結んだ。

### ハイバーニアン
2022年1月24日、ハイバーニアンFCへ完全移籍。

### エクセター・シティ
2023年1月26日、エクセター・シティFCに移籍した。

### 代表
ユース年代のイングランド代表に選出されている.。

## タイトル
U-17イングランド代表
- UEFA U-17欧州選手権: 2014[11]